# 達爾豪斯
達爾豪斯（Dalhousie），是印度喜马偕尔邦Chamba县的一个城镇。总人口1962（2001年）。

## 人口
该地2001年总人口1962人，其中男性1106人，女性856人；0—6岁人口279人，其中男154人，女125人；识字率76.10%，其中男性为79.11%，女性为72.20%。